# Leighton, Shropshire
Leighton är en by i civil parish Leighton and Eaton Constantine, i distriktet Shropshire, i grevskapet Shropshire, i England. Byn är belägen 14 km från Shrewsbury. Civil parish hade 211 invånare år 1931. Byn nämndes i Domedagsboken (Domesday Book) år 1086, och kallades då Lestone.